# Зибек, Герман
Ге́рман Зи́бек (нем. Hermann Siebeck; 1842—1920) — немецкий философ

-неокантианец.
Профессор философии в Галле и в Гисене. Ученик Дробиша, Зибек первоначально был последователем Гербарта, но с течением времени примкнул к новокантианцам.

## Биография
Зибек был сыном композитора и учителя музыки Густава Генриха Готфрида Зибека. Он изучал филологию и философию в Лейпциге и Берлине с 1860 по 1862 год.

## Труды
- «Untersuchungen zur Philosophie der Griechen» (Галле, 1873, 2 изд. 1888);
- «Das Wesen der ästhetischen Anschauung» (Берлин, 1875);
- «Das Traumleben der Seele» (Берлин, 1877);
- «Über das Bewusstsein als Schranke der Naturerkenntniss» (Гота 1879);
- «Geschichte der Psychologie» (т. I, Гота, 1880—1884) и др.